# Città di Como Challenger 2012
Il Città di Como Challenger 2012 è stato un torneo professionistico di tennis maschile giocato sulla terra rossa. È stata la 7ª edizione del torneo, facente parte dell'ATP Challenger Tour nell'ambito dell'ATP Challenger Tour 2012. Si è giocato a Como in Italia dal 27 agosto al 2 settembre 2012.

## Partecipanti

### Teste di serie
| Nazionalità | Giocatore             | Ranking* | Testa di serie |
| ----------- | --------------------- | -------- | -------------- |
| Portogallo  | Frederico Gil         | 114      | 1              |
| Portogallo  | João Sousa            | 121      | 2              |
| Austria     | Andreas Haider-Maurer | 157      | 3              |
| Italia      | Matteo Viola          | 158      | 4              |
| Kazakistan  | Andrej Golubev        | 162      | 5              |
| Italia      | Alessandro Giannessi  | 164      | 6              |
| Cile        | Paul Capdeville       | 167      | 7              |
| Slovacchia  | Pavol Červenák        | 176      | 8              |

- 1 Ranking al 20 agosto 2012.

### Altri partecipanti
Giocatori che hanno ricevuto una wild card:
- Andrea Arnaboldi
- Marco Cecchinato
- Marco Crugnola
- Nicolás Massú

Giocatori che hanno ricevuto un entry come alternate:
- Michael Lammer
- Michael Linzer
- Stéphane Robert

Giocatori che sono passati dalle qualificazioni:
- Andre Begemann
- Alberto Brizzi
- Evgenij Korolëv
- Yann Marti

## Campioni

### Singolare
- Andreas Haider-Maurer ha battuto in finale  João Sousa con il punteggio di 6–3, 6–4.

### Doppio
- Philipp Marx /  Florin Mergea hanno battuto in finale  Colin Ebelthite /  Jaroslav Pospíšil con il punteggio di 6–4, 4–6, [10–4].